# Zentralverband der Glaser und verwandten Berufsgenossen Deutschlands
Der Zentralverband der Glaser und verwandten Berufsgenossen Deutschlands wurde 1885 als Verband der Glasergesellen Deutschlands gegründet und 1892 umbenannt. Er war eine freie Gewerkschaft im Deutschen Kaiserreich und in der Weimarer Republik.

## Geschichte
Der 1885 gegründete Verband der Glasergesellen Deutschlands wurde 1892 in Zentralverband der Glaser und verwandten Berufsgenossen Deutschlands umbenannt. Der Zentralverband war Mitglied in der Generalkommission der Gewerkschaften Deutschlands und beim Nachfolger Allgemeiner Deutscher Gewerkschaftsbund. Am 1. Januar 1923 fusionierten der Zentralverband der Töpfer, der Bauarbeiter-Verband sowie der Zentralverband der Glaser und gründeten den Deutschen Baugewerksbund.

## Vorsitzende
- 1885–1900: N.N.
- 1900–1922: Hermann Eichhorn